# Adjars
Les Adjars (en géorgien : აჭარლები, Ačarlebi) sont un groupe ethnique géorgien vivant principalement en Adjarie, république autonome de Géorgie.

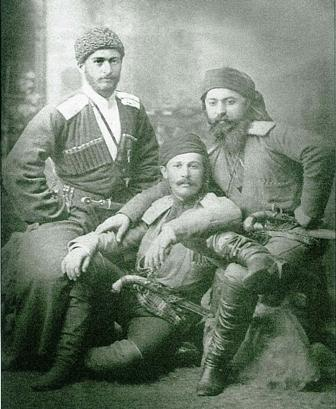
Adjars.

De nombreux Adjars se convertirent à l'islam à la suite de la conquête de la région par l'Empire ottoman aux XVIe et XVIIe siècles. Dans les années 1920, la mise en place de la république socialiste soviétique de Géorgie et la collectivisation forcée provoque une révolte des Adjars contre le gouvernement communiste. Nombre d'entre eux seront déportés par les autorités soviétiques en Asie centrale.
La dissolution de l'URSS en 1991 et le rétablissement de l'indépendance géorgienne voient une rechristianisation de la population adjare. 

## Religions
En 1914, la population est majoritairement musulmane. En 1979, 150 000 Adjars sont musulmans.
Selon le département des statistiques de l'Adjarie, 63 % sont de confession orthodoxe et 30 % de confession musulmane sunnite.

## Personnalités adjares
- Memed Abashidze (1873-1941)
- Aslan Abachidze (1938, homme politique géorgien)
- Tbeli Abuserisdze (1190-1240, écrivain et scientifique géorgien)
- Zurab Nogaideli (né en 1968, ancien premier ministre de Géorgie, 2005-2007)
- Levan Varchalomidze (né en 1973, dirigeant de la République autonome d'Adjarie)
- Sopho Khalvachi (née en 1986, chanteuse)
- Valery Meladze (né en 1965, célèbre chanteur en Russie)
- Konstantin Meladze (né en 1963, compositeur russe)
- Nino Katamadzé (née en 1972, chanteuse de jazz)
- Niaz Diasamidze (né en 1974, chanteur et compositeur)
- Bayar Şahin (chanteur géorgien en Turquie)
- İsmet Acar (né en 1946, homme d'affaires turc)
- Rostom Abashidze (né en 1935, lutteur)